# Quatre Communes
Als Quatre Communes werden die ersten vier vollwertigen Gemeinden (communes de plein exercice) bezeichnet, die Frankreich als Kolonialmacht in Senegal gegründet hatte. Es handelte sich um Saint-Louis und Gorée, die 1872 zu Gemeinden wurden, gefolgt von Rufisque im Jahr 1880 und, durch Ausgliederung aus der Gemeinde Gorée, die Gemeinde Dakar im Jahr 1887.

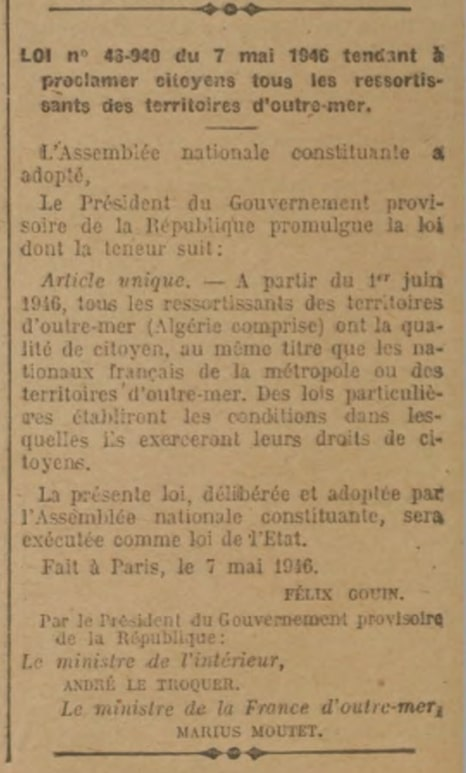
Lamine Guèye-Gesetz

Die Einwohner der vier Gemeinden erhielten neben der kommunalen Selbstverwaltung auch das Wahlrecht und stellten einen Abgeordneten in der Abgeordnetenkammer der Französischen Republik. Ein Dekret vom 16. März 1914 befreite sie schließlich von dem „régime de l'indigénat“, dem die indigene Bevölkerung der Kolonien unterworfen war. Damit waren sie den Bürgern des französischen Mutterlands rechtlich gleichgestellt. Erst mit dem sogenannten „Lamine Guèye-Gesetz“ vom 7. Mai 1946 (Loi Lamine Guèye) legten grundsätzlich alle „Einheimischen“ der Kolonien die Staatsangehörigkeit mit lokalem Status ab und erlangten die volle französische Staatsbürgerschaft.
Vor dem Ersten Weltkrieg war das politische Leben der vier Gemeinden durch die geringe Zahl von Wählern geprägt und durch die relative Isolation vom Mutterland (Nachrichten zwischen dem Mutterland und den Gemeinden waren lange unterwegs). Die Abgeordneten waren in der Regel entweder Offiziere der Marine oder Mischlinge. Der Sieg von Blaise Diagne, dem ersten schwarzen Abgeordneten im Jahr 1914, führte zu einer Ausweitung der Staatsbürgerschaft über die vier Gemeinden hinaus.